# 3210 Lupishko
3210 Lupishko је астероид главног астероидног појаса са средњом удаљеношћу од Сунца која износи 3,120 астрономских јединица (АЈ).
Апсолутна магнитуда астероида је 11,2.